# Iwno (gromada)
Iwno – dawna gromada, czyli najmniejsza jednostka podziału terytorialnego Polskiej Rzeczypospolitej Ludowej w latach 1954–1972.
Gromady, z gromadzkimi radami narodowymi (GRN) jako organami władzy najniższego stopnia na wsi, funkcjonowały od reformy reorganizującej administrację wiejską przeprowadzonej jesienią 1954 do momentu ich zniesienia z dniem 1 stycznia 1973, tym samym wypierając organizację gminną w latach 1954–1972.
Gromadę Iwno z siedzibą GRN w Iwnie utworzono – jako jedną z 8759 gromad na obszarze Polski – w powiecie średzkim w woj. poznańskim, na mocy uchwały nr 37/54 WRN w Poznaniu z dnia 5 października 1954. W skład jednostki weszły obszary dotychczasowych gromad Libartowo i Sanniki, ponadto miejscowość Siedlec z dotychczasowej gromady Siedlec oraz miejscowość Iwno i obszar 1827,97,91 ha z dotychczasowej gromady Iwno ze zniesionej gminy Kostrzyn, a także obszar dotychczasowej gromady Siedleczek ze zniesionej gminy Nekla – w tymże powiecie. Dla gromady ustalono 16 członków gromadzkiej rady narodowej.
Gromadę zniesiono 1 stycznia 1960, a jej obszar włączono do gromady Kostrzyn w tymże powiecie.